# Arsuk
Arsuk est un village groenlandais situé dans la municipalité de Sermersooq près de Paamiut au sud du Groenland. La population était de 171 habitants en 2009.

## Transport
- Arctic Umiaq Line